# Tambakrejo (Gayamsari)
Tambakrejo is een bestuurslaag in het regentschap Semarang van de provincie Midden-Java, Indonesië. Tambakrejo telt 9636 inwoners (volkstelling 2010).